# Alun (gmina Bunila)
Alun – wieś w Rumunii, w okręgu Hunedoara, w gminie Bunila. W 2011 roku liczyła 17 mieszkańców.